# Redox

Genom att en elektron flyttas från en natriumatom till en fluoratom bildas natriumfluorid.

Redox (kortform för reduktion-oxidation-reaktion) är det kemiska fenomen vid vilket oxidationstalen hos atomer förändras. Vanligtvis sker detta genom att en eller flera elektroner förflyttas från en atom till en annan. 
- Oxidation är fenomenet att en atom, molekyl eller jon avger en eller flera elektroner. Oxidationstalet stiger.
- Reduktion är fenomenet att en atom, molekyl eller jon upptar en eller flera elektroner. Oxidationstalet sjunker.

Vid en redoxreaktion sker alltså en reduktion och en oxidation samtidigt. Eftersom laddningar hos joner och atomer i en reaktion är detsamma före reaktionen som efter och eftersom elektroner ogillar att vara i fritt tillstånd, så sker det alltid en reduktion samtidigt som en oxidation, och vice versa. Notera att redox-reaktioner kan gå åt bägge håll, beroende på både pE-värdet och pH-värdet. 
Ett ämne som får ett annat ämne att oxideras kallas oxidationsmedel eller elektronacceptor. Ett ämne som får ett annat ämne att reduceras kallas reduktionsmedel eller elektrondonator.
I vardagligt språkbruk avses med oxidering ofta en process där ett ämne reagerar med syre. Syre är också ett mycket vanligt oxidationsmedel, men redoxreaktioner kan också ske utan syre.

## Exempel på redoxreaktion
{\displaystyle \mathrm {H} _{2}+\mathrm {Cl} _{2}\longrightarrow 2\ \mathrm {HCl} }

Cl2 är väldigt elektronegativt och kommer därför att underlätta vätets oxidation. Klor är ett oxidationsmedel. Annorlunda uttryckt sitter elektronerna särskilt bra fast vid kloratomerna. Klor reduceras av vätet, som är ett reduktionsmedel. Elektronerna på väte sitter "lösare" eller, annorlunda uttryckt, de är mindre bundna än elektronerna på klor. Detta orsakar att Cl2 tar upp de två elektroner som vätet avger. Dock är det bra att notera att detta inte bildar en jonbindning, utan endast en polär kovalent bindning.
{\displaystyle \mathrm {Na} +\mathrm {Cl} \longrightarrow \mathrm {Na} }+{\displaystyle \mathrm {Cl} }-

Klor reduceras när natrium avger sin extra elektron från sitt yttersta skal och därigenom oxideras. Produkten som bildas, det vill säga natriumklorid, är stabilare än de båda utgångsämnena natrium och klor. Även om joniseringen av natrium "kostar" mer energi än vad som "återfås" vid bildandet av kloridjonen, stabiliseras produkten natriumklorid av attraktionen mellan natriumjoner och kloridjoner. Ett ofta förekommande påstående att klor och natrium "vill" ha sina yttre skal fulla, kan tjäna som minnesregel, men har ingen som helst fysikalisk grund.
Exempel på en reversibel redoxreaktion   Fe(CN)64-  ⇐⇒ Fe(CN)63- + e-